# Melinoides aureata
Melinoides aureata är en fjärilsart som beskrevs av Paul Dognin 1913. Melinoides aureata ingår i släktet Melinoides och familjen mätare. Inga underarter finns listade i Catalogue of Life.